# Hrabstwo Sampson
Hrabstwo Sampson (ang. Sampson County) – hrabstwo w stanie Karolina Północna w Stanach Zjednoczonych.

## Geografia
Według spisu z 2000 roku obszar całkowity hrabstwa obejmuje powierzchnię 947 mil2 (2453 km²), z czego 945 mil2 (2448 km²) stanowią lądy, a 2 mile2 (5 km²) stanowią wody. Według szacunków United States Census Bureau w roku 2012 miało 63 949	 mieszkańców. Jego siedzibą administracyjną jest Clinton.

### Miasta
- Autryville
- Clinton
- Garland
- Newton Grove
- Roseboro
- Salemburg
- Turkey

### CDP
- Bonnetsville
- Delway
- Ingold
- Ivanhoe
- Keener
- Plain View
- Spivey's Corner
- Vann Crossroads